# ルポルタージュにっぽん
『ルポルタージュにっぽん』は、1978年4月8日から1984年3月8日までNHK総合テレビで放送されていたドキュメンタリー番組である。

## 放送時間
いずれも日本標準時。
- 土曜 22:15 - 22:44（1978年4月8日 - 1981年3月14日） - この期間中、同日11:20枠で前週放送分の再放送を行っていた。
- 木曜 22:00 - 22:29（1981年4月9日 - 1984年3月8日）

## テーマ曲
- 作曲・編曲：大野雄二

## 放送リスト
| 放送日         | サブタイトル                                            | リポーター         |
| -------------- | ------------------------------------------------------- | ------------------ |
| 1978年4月8日   | 学校は死ななかった 長野県篠ノ井旭高校                   | 永井道雄           |
| 1978年4月15日  | ボブ・ディランがやって来た                              | 村上龍             |
| 1978年4月22日  | 氷海・男の群像 30回目の知床                             | 戸川幸夫           |
| 1978年4月29日  | 通天閣・春・活動大写真                                  | 石浜恒夫           |
| 1978年5月13日  | 禅 浜松・龍泉寺                                         | 横尾忠則           |
| 1978年5月20日  | 新弟子 綱盗り一直線                                     | 神津善行           |
| 1978年5月27日  | ボクに血をください                                      | 澤地久枝           |
| 1978年6月3日   | ダービーの日                                            | 寺山修司           |
| 1978年6月10日  | 明日香マルコ山古墳を行く                                | 松本清張           |
| 1978年6月17日  | 開港1か月 成田空港管制室                                | 関川栄一郎         |
| 1978年6月24日  | 国士舘大学応援団                                        | 大島渚             |
| 1978年7月1日   | 尖閣諸島 知られざる記録                                 | 吉村昭             |
| 1978年7月8日   | 大人には判らない                                        |                    |
| 1978年7月29日  | ドルと軍艦 ヨコスカ・ドブ板通り                         | 今村昌平           |
| 1978年8月19日  | 君よ8月に熱くなれ                                       | 阿久悠             |
| 1978年9月2日   | 山口組・78年夏                                          |                    |
| 1978年9月9日   | ペナント請け負います 外人選手奮戦記                     | 高橋三千綱         |
| 1978年9月16日  | 楽園の老人たち 熱海・老人マンション12号館               | 若宮大裕           |
| 1978年9月30日  | 防衛大1期生 VS 小田実                                   | 小田実             |
| 1978年10月7日  | 古九谷の謎を追う                                        | 赤星哲             |
| 1978年10月14日 | 共通一次元年                                            | 黒井千次           |
| 1978年10月21日 | 町に猛獣がやってきた                                    |                    |
| 1978年10月28日 | クスリをねらえ 兜町と制がん剤                           | 中島みち           |
| 1978年11月11日 | 体当り就職戦線 城西大学小淵ゼミ                         | 黒田征太郎         |
| 1978年12月2日  | 目標8万床 ある医療法人の戦略                            |                    |
| 1978年12月9日  | 総理大臣官邸                                            |                    |
| 1978年12月16日 | 教師にも言わせてほしい 学校内暴力                       | 樋口恵子           |
| 1978年12月23日 | マリーたちのトウキョウ 不法在留外国人                   | イーデス・ハンソン |
| 1979年1月13日  | 花子 歩きなさい                                         | 羽仁進             |
| 1979年1月20日  | あなたはもういらない ある大企業の指名解雇               | 斎藤栄             |
| 1979年1月27日  | 久保武雄・16歳 ある英才児の挑戦                         | 佐藤忠男           |
| 1979年2月3日   | ある右翼の誕生                                          |                    |
| 1979年3月3日   | ディスカウンターの秘密 もうひとつの流通戦争             | 萩野乃             |
| 1979年3月10日  | 揺れる東本願寺                                          | 杉森久英           |
| 1979年4月7日   | ひめゆり同窓生の歳月 34年目の卒業証書                   | 香川京子           |
| 1979年4月21日  | 疾走 中野浩一・23歳                                     | 野呂邦暢           |
| 1979年4月28日  | 危険水域・LNGタンカー東京湾へ…                          |                    |
| 1979年5月12日  | 白い凶器 覚せい剤中毒の恐怖                             | 楫取正彦           |
| 1979年5月19日  | 石垣島の陳さんたち 石垣島・西表島の台湾出身者たち       | 佐木隆三           |
| 1979年6月2日   | N病院アル中病棟                                         | 小堺昭三           |
| 1979年6月9日   | 私たちが生きた島は… サイパン高等女学校同窓会            |                    |
| 1979年6月16日  | 俺たちにも明日はある 高校中退者71名のリポート           | 新藤兼人           |
| 1979年6月23日  | インベーダー作戦                                        | 邦光史郎           |
| 1979年6月30日  | これでいいのか漢字教育                                  | 藤堂明保           |
| 1979年7月7日   | 私をお救いください!ある民衆教団の4日間                  | 小野泰博           |
| 1979年7月28日  | 幻の巨大魚はサンゴ礁に消えた!                           | アイ・ジョージ     |
| 1979年8月25日  | おとうとよ… ある特攻隊員の死                            |                    |
| 1979年9月1日   | 約束の夏 集団就職5年の軌跡                              | 上條恒彦           |
| 1979年9月8日   | ウサギ小屋からの脱出                                    | 川村晃             |
| 1979年9月15日  | 翔んでる100歳 物集高量（モズメタカカズ）                | 羽仁未央           |
| 1979年10月13日 | 杉良太郎、ほんまに好きやわ 熱狂する中年女性             | 藤本義一           |
| 1979年10月20日 | 君は制服を着るのか 沖縄と自衛隊                         | 伊佐千尋           |
| 1979年10月27日 | 少女マンガ この不思議な世界                             | 阿刀田高           |
| 1979年11月3日  | 日展審査室                                              | 松本清張           |
| 1979年11月17日 | 万引き現行犯 店の中では今                               | 大島渚             |
| 1979年12月1日  | ドラフト指名戦略 あるスカウトの10日間                   | 阿部牧郎           |
| 1980年1月5日   | 社長たちの特訓                                          | 堺屋太一           |
| 1980年1月19日  | 金をねらえ!                                             | 清水一行           |
| 1980年1月26日  | 直木賞の決まる日                                        | 中村季恵           |
| 1980年2月2日   | オアンさんの結婚式 ベトナムハウスの難民たち             | 鈴木均             |
| 1980年2月9日   | 当世有名人英語番付                                      | 木村治美           |
| 1980年2月16日  | 精神病棟の中で… 京都・十全会病院の場合                  | 井上光晴           |
| 1980年3月1日   | 会計検査院                                              | 佐木隆三           |
| 1980年3月8日   | 農地は踊る “くわ”を捨てた都市農民                       | 津本陽             |
| 1980年3月15日  | 一日江戸時代 わが省資源論                               | 西丸震哉           |
| 1980年4月12日  | 黒いレポ船 国境の街 根室                                | 丸山健二           |
| 1980年4月26日  | 定住 日本に住みたい難民たち                             | 秋吉久美子         |
| 1980年5月10日  | 東京湾つり船戦争                                        | 早乙女勝元         |
| 1980年5月17日  | 謎の失踪 イエスの方舟を追う                             | 宮崎範義           |
| 1980年5月24日  | 壁と呼ばれた少年                                        | 室謙二             |
| 1980年5月31日  | ひとはピンクと言うけれど もうひとつの日本映画           | 中西龍             |
| 1980年6月7日   | 私塾 ニューライフカレッジ 手づくり教育3年目の苦悩       | 中田整一           |
| 1980年6月21日  | マイホーム作戦の果てに ローン破産報告                   | 三浦基             |
| 1980年6月28日  | 1万巻の懺悔録                                           | 森敦               |
| 1980年7月5日   | われら太宰派 6･19 桜桃忌                                | 恩地日出夫         |
| 1980年7月12日  | 社長雇います                                            | 鎌田慧             |
| 1980年7月19日  | いのちの詩                                              | 岸田秀             |
| 1980年8月23日  | 塩崎荘の三姉妹 ある日中孤児の帰郷                       | 吉田知子           |
| 1980年9月6日   | ユンヌンチュ故郷へ帰る 1980年夏 与論島                  | 森崎和江           |
| 1980年9月13日  | 西陣の路地は病院の廊下や ある地域医療の試み             | 郷静子             |
| 1980年9月20日  | 林家正蔵 85歳の熱い旅                                   | 串田和美           |
| 1980年9月27日  | 日本人になりたい 沖縄 国籍のないこどもたち              | 大城安隆           |
| 1980年11月8日  | 凶作地帯 青森県上北地方                                 | 野坂昭如           |
| 1980年11月15日 | 太平洋ベビー 海を渡る養子縁組                           | 桐島洋子           |
| 1980年11月29日 | めざせ百戦 10歳馬ヤマニンバリメラと若者たち             | 畑山博             |
| 1980年12月6日  | ある日突然電話が… 英会話カセットと若ものたち            | 萩野靖乃           |
| 1981年1月10日  | 中学生番長への質問状                                    | 黒田征太郎         |
| 1981年1月17日  | 駅前の侵略者 放置自転車85万台                           | 富永一朗           |
| 1981年1月24日  | 柿の木を探せ ゴルファーたちの熱いまなざし               | 虫明亜呂無         |
| 1981年1月31日  | 少年は海と闘った 登校拒否児とヨットスクール             | 遠藤豊吉           |
| 1981年2月7日   | 道 ある農民の抵抗                                       |                    |
| 1981年2月21日  | 高校生 獲得作戦 福島県 私立若松第1高校                  | 黒井千次           |
| 1981年2月28日  | かくて“選挙”は終った 東京中野・教育委員準公選           | 村松喬             |
| 1981年3月7日   | ここに“学校”がある 夜間中学 '81                         | 山田洋次           |
| 1981年3月14日  | 倒産・影の紳士たち                                      | 平岩武郎           |
| 1981年4月23日  | 追跡・ゴルフ場倒産劇の内幕                              |                    |
| 1981年5月14日  | キャプテン本田の帰国 資源開発の第1線                    |                    |
| 1981年5月28日  | 離婚 残された父と子は                                   |                    |
| 1981年6月11日  | 今、ぼくらに学籍はない 寺小屋高校の2か月                |                    |
| 1981年6月18日  | 当世入れ歯事情                                          | 畑正憲             |
| 1981年7月16日  | 母たちの巡礼 遺品が語る戦争体験                         |                    |
| 1981年8月27日  | 還らぬ兄 回天特攻基地への旅                             | 堀江晋             |
| 1981年9月3日   | 婦人自衛官幹部候補生                                    | 藤原てい           |
| 1981年9月10日  | ミチコの旅 失語症と闘った2500日                         |                    |
| 1981年9月17日  | 二度童子の人々 ぼけの老人ホームからの報告               |                    |
| 1981年9月24日  | 根性なき社員は去れ! 佐世保重工再建の構図                | 深田祐介           |
| 1981年10月15日 | コンピューター戦国時代                                  | 内橋克人           |
| 1981年10月22日 | 天皇行幸・その前夜                                      | 草柳大蔵           |
| 1981年11月19日 | 大蔵官僚の誕生                                          | 山本七平           |
| 1981年11月26日 | あなたは売られている 当世名簿商売                       | 阿奈井文彦         |
| 1981年12月3日  | 沖縄風しん児・16歳                                      | 灰谷健次郎         |
| 1981年12月10日 | 高層の宴                                                | バーバラ寺岡       |
| 1981年12月17日 | 教師かく戦えり・高校生が望む教師像                      | 湯浅実             |
| 1982年1月7日   | 旅役者・筑紫美主子                                      | 森崎和江           |
| 1982年1月14日  | マーケットは15歳 ある学習塾戦略                         | 望月一宏           |
| 1982年1月21日  | クレジット人間模様                                      | 椎名誠             |
| 1982年1月28日  | S女子少年院                                             | 加藤登紀子         |
| 1982年2月4日   | さらばポーランド フェニアン号の亡命者                   | 大井徳三           |
| 1982年2月18日  | 私は過去を語れない 現代迷い人事情                       | 橋田壽賀子         |
| 1982年2月25日  | 愛の重さ 高校生の妊娠                                   | 宮淑子             |
| 1982年3月4日   | ロボット 鋼鉄の侵略者                                   | 石川喬司           |
| 1982年3月11日  | 16歳 中学浪人の春                                       | 笑福亭鶴瓶         |
| 1982年4月8日   | 軍用地売ります 沖縄・1982年春                           | 大島渚             |
| 1982年4月15日  | もう一度春がきた 老人集団見合い旅行                     | 中山あい子         |
| 1982年4月22日  | 刑事“ヒゲ長”の退職                                      | 金子信雄           |
| 1982年5月6日   | 崩壊家庭の子どもたちはいま 私立養護学校調布学園         | 西村滋             |
| 1982年5月27日  | ヤマタイ国はここだ?                                     | ジャネット・チェン |
| 1982年6月10日  | 選択 福祉施設を出た3人                                  | 陰山憲和           |
| 1982年6月17日  | ある病院倒産                                            |                    |
| 1982年6月24日  | 総会屋 最後の舞台?                                      | 国吉良光           |
| 1982年7月1日   | 師弟 増田明美の練習日記                                 | 三好京三           |
| 1982年7月8日   | 娘ありて ある芸術家の単身赴任                           | 木浦信夫           |
| 1982年7月15日  | さまよえる忠魂碑                                        | 鈴木清順           |
| 1982年7月22日  | 1300万円の密室 西独製核シェルター上陸                   | 上之郷利昭         |
| 1982年9月1日   | ひと夏の決算 横浜市立市場中学3年7組                     |                    |
| 1982年9月16日  | ある駐日大使館員の亡命                                  | 大井徳三           |
| 1982年9月23日  | 高速哨戒艇ケデュマ・知られざる武器輸出を追う            | 手嶋龍一           |
| 1982年9月30日  | 帰りたいけど帰れない 釜ヶ崎の孤老たち                   | 井上青龍           |
| 1982年10月14日 | 贋作 ペルシャ秘宝はこうして作られる                     | 杉山二郎           |
| 1982年11月4日  | 天気売ります 民間気象会社の舞台裏                       | 大井徳三           |
| 1982年11月11日 | 医師国試浪人白書                                        | 保阪正康           |
| 1982年11月25日 | 女子大生 どしゃぶり就職戦線を行く                       | 山根基世           |
| 1983年1月13日  | ある自民党議員秘書                                      | 草柳大蔵           |
| 1983年1月20日  | マイコン頭脳買います                                    | 山際淳司           |
| 1983年1月27日  | 現代不況商法 超安売りマーケットの裏側                   | 大井徳三           |
| 1983年2月3日   | 親子戦争                                                | 穂積隆信           |
| 1983年2月10日  | 熱演!さあてお立ち会い 大道芸人・坂野比呂志              | 羽仁未央           |
| 1983年2月17日  | サービス配達人 都会の孤独ひきうけます                   | 清水哲男           |
| 1983年2月24日  | 原発定期検査                                            | 北出晃             |
| 1983年3月3日   | 消えた隣人 東京都住宅Gメンの記録                        | 丸山健二           |
| 1983年3月10日  | 大器登場 幕下付け出し服部祐児                           | 北出清五郎         |
| 1983年4月14日  | 防衛大学校30年                                          |                    |
| 1983年4月21日  | 洞窟（ガマ）に戦世（イクサニ）をみた 沖縄・38年目の収骨 |                    |
| 1983年4月28日  | 盗聴                                                    | 草川康之           |
| 1983年5月26日  | 鳥はねらわれている                                      | 加藤幸子           |
| 1983年6月2日   | トーキョー・エアカーゴ                                  | 黒木隆男           |
| 1983年6月30日  | 喝さいがきこえた あるろう者の役者挑戦                   | 黒柳徹子           |
| 1983年7月7日   | 第四の商法 ある無店舗販売の現場                         | 内橋克人           |
| 1983年7月14日  | 再就職・僧侶誕生                                        | 小原誠             |
| 1983年7月21日  | 楠は悲しからずや 都市緑化の舞台裏                       | 山崎俊一           |
| 1983年9月1日   | 空白の航路 泰東丸遭難事件                               | 中西龍             |
| 1983年9月8日   | 血が海を越えてくる 追跡・血液製剤                       | 保阪正康           |
| 1983年9月15日  | 定年合宿・人生の午後が始まる時                          | 土岐雄三           |
| 1983年9月22日  | お山がけ 津軽'83年秋                                    |                    |
| 1983年10月20日 | ワンルームマンション 住宅街の不安                       | 草川康之           |
| 1983年10月27日 | 現金売ります!消費者信用産業の内幕                       | 越川洋             |
| 1983年11月10日 | 学校は恐くない 横浜市相談学級の試み                     | 小原誠             |
| 1983年11月17日 | 日本一速い男 100メートルランナー・宮崎博史              | 黒木隆男           |
| 1983年12月1日  | 人生一時預かります お助け寺からの報告                   | 斎藤次郎           |
| 1984年1月19日  | ヘッドハンティング あなたをスカウトが狙っている         |                    |
| 1984年2月9日   | ああ宅配便戦争                                          | 池尾優             |
| 1984年2月23日  | あたたかさ売ります 外食産業新事情                       | 斎藤ゆう子         |